# Totus tuus

Stemma di Giovanni Paolo II con la Croce mariana

Totus Tuus veniva abitualmente utilizzato per firmare lettere scritte in latino, che significa "tutto tuo", spesso abbreviato in "t.t." (una variante era ex asse tuus). Nella storia recente è stato il motto apostolico di Giovanni Paolo II. Esprime la sua forte devozione mariana, e la venerazione per san Luigi Maria Grignion de Montfort. 
Il pontefice illustrò ulteriormente il significato nel suo libro Varcare la soglia della speranza, dove chiarisce che non è solo un'espressione di pietà, o semplicemente un'espressione di devozione, ma che è profondamente radicato nel mistero della Santissima Trinità.
Secondo quanto scrisse nella lettera apostolica Rosarium Virginis Mariae, egli trasse il motto dalla preghiera di consacrazione a Maria presente nel Trattato della vera devozione alla Santa Vergine di san Luigi Maria Grignion de Montfort. Il testo completo della preghiera in latino è: "Totus tuus ego sum, et omnia mea tua sunt. [...] Accipio te in mea omnia, praebe mihi cor tuum, o Maria" ("Sono tutto tuo, e tutto ciò che è mio è tuo. [...] Ti accolgo in tutto me stesso, offrimi il cuore tuo, Maria). Giovanni Paolo II riferì di aver conosciuto questo trattato quando era un giovane seminarista, e che "lo leggeva e rileggeva con grande profitto spirituale".